# Furûsiyya

Farys par January Suchodolski (1836)

La furûsiyya (de l'arabe faras, le cheval) est l'art de la chevalerie dans les pays d'Islam. Développé à la période abbasside, il donne lieu à de nombreux traités, en particulier sous les Mamelouks. Ce fut une composante essentielle de l'éducation des princes musulmans.

## Description
Furûsiyya est composé des termes faras signifiant cheval et siyya pour sciences. La furûsiyya se présente donc sous forme de sciences de la chevalerie, mais la discipline se concentre principalement sur la chasse et le combat. La furûsiyya regroupe des disciplines très variées : l'équitation, les jeux à cheval (polo...), le combat à cheval et à pied, la chasse, mais aussi les jeux stratégiques comme les échecs, l'hippologie...

## Histoire
Ses origines remontent à l'établissement du califat abbasside en Iraq pendant la seconde moitié du VIIIe siècle. Il fut ensuite développé en deux discipline distinctes : le Furûsiyya supérieur (al-ulwiyya) qui se pratique sur le cheval, et le Furûsiyya inférieur (al-sufliyya) qui se pratique à terre. La Furûsiyya est également reprise par la gent militaire (al-harbiyya) et la noblesse (al-nabilah). Le troisième calife abasside, Al-Mahdi, fut le premier à avoir accédé au pouvoir en suivant les principes de la Furûsiyya al-nabilah. Le Furûsiyya al-nabilah regroupe les concepts pré-islamiques de shaja'a (courage), shahama (galanterie), muruwwa (virilité) et sakha (générosité).
Depuis 2013, la Coupe des nations de saut d'obstacles adopte le nom de parrainage commercial Furusiyya FEI Nations Cup. Le parrain en est le Fonds équestre saoudien (Saudi Equestrian Fund).